# Odontolabis latipennis fratella
Odontolabis latipennis fratella es una subespecie de coleóptero de la familia Lucanidae.

## Distribución geográfica
Habita en Luzon, Mindoro, Samar, Mindanao y Palawan.